# Hydroxide
Trong hóa học, hydroxide là tên gọi phổ biến nhất cho anion nhị nguyên tử OH−, bao gồm một nguyên tử oxy kết hợp với một nguyên tử hydro, thông thường phát sinh ra từ sự điện li của một base. Nó là một trong những ion hai nguyên tử đơn giản nhất đã biết.
Các hợp chất vô cơ chứa nhóm hydroxyl được gọi chung là các hydroxide.

## Như một base
Phần lớn các hợp chất chứa hydroxide đều thể hiện tính chất của một base.
Một base Arrhenius là một chất có thể sinh ra các ion hydroxide khi hòa tan trong dung dịch nước. Một ví dụ là amonia, NH3:
NH3 (khí) + H2O (lỏng) ⇌ NH4+ (dung dịch) + OH− (dung dịch)
Vì vậy, các ion hydroxide tham gia một cách mạnh mẽ trong các phản ứng trung hòa (giữa axit và base).
Các hợp chất chứa nhóm hydroxide được gọi chung là các base. Các base, nếu hòa tan trong dung môi phân cực, thì bị phân li thành cation và một hay nhiều ion hydroxide trong nước, làm cho dung dịch có tính kiềm. Các base tham gia phản ứng trung hòa với các axit. Tổng quát chung thì các phản ứng axit-base có thể đơn giản hóa như sau:
OH− (dung dịch) + H+ (dung dịch) → H2O (lỏng)
bằng cách bỏ qua các ion không thay đổi trong phản ứng.
Ngoài ra các phi kim cũng có hydroxide riêng, thường được viết dưới dạng 1 axit. VD:
Công thức hydroxide của Cl là HClO4
Công thức hydroxide của P là H3PO4.

## Độ hòa tan
Phần lớn các hợp chất hydroxide vô cơ đều không hòa tan trong nước, ngoại trừ các hợp chất với các cation từ nhóm I, NH4+, Ba2+, Sr2+, Ca2+ (ít) hay Tl+.

## Sử dụng
Các hydroxide và các ion hydroxide là tương đối phổ biến. Nhiều hóa chất có ích cũng như quá trình hóa học có sự tham gia của các hydroxide hay ion hydroxide. Natri hydroxide (xút ăn da) được sử dụng trong công nghiệp như là một base mạnh, kali hydroxide được sử dụng trong nông nghiệp, và các khoáng vật nguồn gốc từ sắt(III) hydroxide như goethit và limonit cũng đã từng được sử dụng như là quặng sắt nâu chất lượng thấp. Quặng boxit của nhôm chủ yếu chứa nhôm hydroxide (Al(OH)3).

## Phối thể
Ion hydroxide là một dạng phối thể. Nó cung cấp một cặp đơn các điện tử, và có hành vi của một base Lewis. Một số ví dụ như các ion tetrahydroxoaluminat [Al(OH)4]− và tetrahydroxoaurat [Au(OH)4]−.